# Aníbal Cavaco Silva
Aníbal António Cavaco Silva (født 15. juli 1939 i Boliqueime, nær Loulé, Portugal) er en portugisisk politiker, der var  Portugals præsident fra 2006 til 2016. 
Cavaco Silva var landets premierminister fra 6. november 1985 til 28. oktober 1995. Under hans regering blev Portugal ført ind i EU.